# Irene Escolar
Irene Escolar Navarro (ur. 19 października 1988 w Madrycie) – hiszpańska aktorka.

## Filmografia
- 2003: Mroczna Argentyna jako  Eurydice
- 2004: Siódmy dzień jako Antonia Jimenez
- 2007: Canciones de amor en Lolita's Club jako	Jennifer
- 2007: Seis o siete veranos
- 2008: Ślepe słoneczniki  jako Elenita
- 2009: Droga do Santiago de Compostela jako Laura
- 2010: El Idioma imposible jako Elsa
- 2010: Cruzando el límite jako Nuria
- 2013: Presentimientos jako Sandra
- 2014: Las ovejas no pierden el tren jako Natalia
- 2015: La corona partida jako 	Joanna Szalona
- 2015: Un otoño sin Berlín jako June

## Nagrody
- 2016: Nagroda Goya - najlepsza debiutująca aktorka za film Jesień bez Berlina